# Stamford Brook (métro de Londres)
Stamford Brook est une station du métro de Londres.